# ヴィルヒル・ミシジャン
ヴィルヒル・ミシジャン（1993年7月24日 - ）はオランダのサッカー選手。ポジションはMF。アル・タエーFC所属。

## 経歴
2012年初頭にヴィレムIIに加入すると、14試合で6得点を決めチームのエールディヴィジ復帰を助けた。
2013年8月16日、PFCルドゴレツ・ラズグラドに70万ユーロで移籍した。2016-17シーズンはUEFAチャンピオンズリーグに出場するなど、主力として活躍し、2017年10月21日には契約を2020年6月30日まで延長した。
2018年8月31日、1.FCニュルンベルクに移籍した。
2021年1月、PECズウォレとシーズン終了までの契約を結び加入した。
2021年6月、FCトゥウェンテに2年契約で移籍した。
2023年7月15日、アル・タエーFCに移籍した。

## 人物
2018年1月に、駐車場で68歳の男性と口論になり、裁判所で有罪と判断され、240時間の社会奉仕活動と58日間の服役の判決を下された。